# 皮格里姆斯里斯特 (阿肯色州)
皮爾格里姆斯里斯特（英語：Pilgrim's Rest）是位於美國阿肯色州華盛頓縣的一個非建制地區。該地的面積和人口皆未知。

## 地理
皮爾格里姆斯里斯特的座標為36°11′14″N 93°59′39″W / 36.18722°N 93.99417°W，而該地的平均海拔高度為425米（即1394英尺）。